# Laakdal
Laakdal es un municipio de la provincia de Amberes en Bélgica. Sus municipios vecinos son Geel, Ham, Herselt, Meerhout, Scherpenheuvel-Zichem y Tessenderlo. Tiene una superficie de 42,5 km² y una población en 2018 de 16.020 habitantes, siendo los habitantes en edad laboral el 65% de la población. El municipio fue fundado en 1977 a partir de la fusión de los pueblos de Veerle, Eindhout y Vorst.

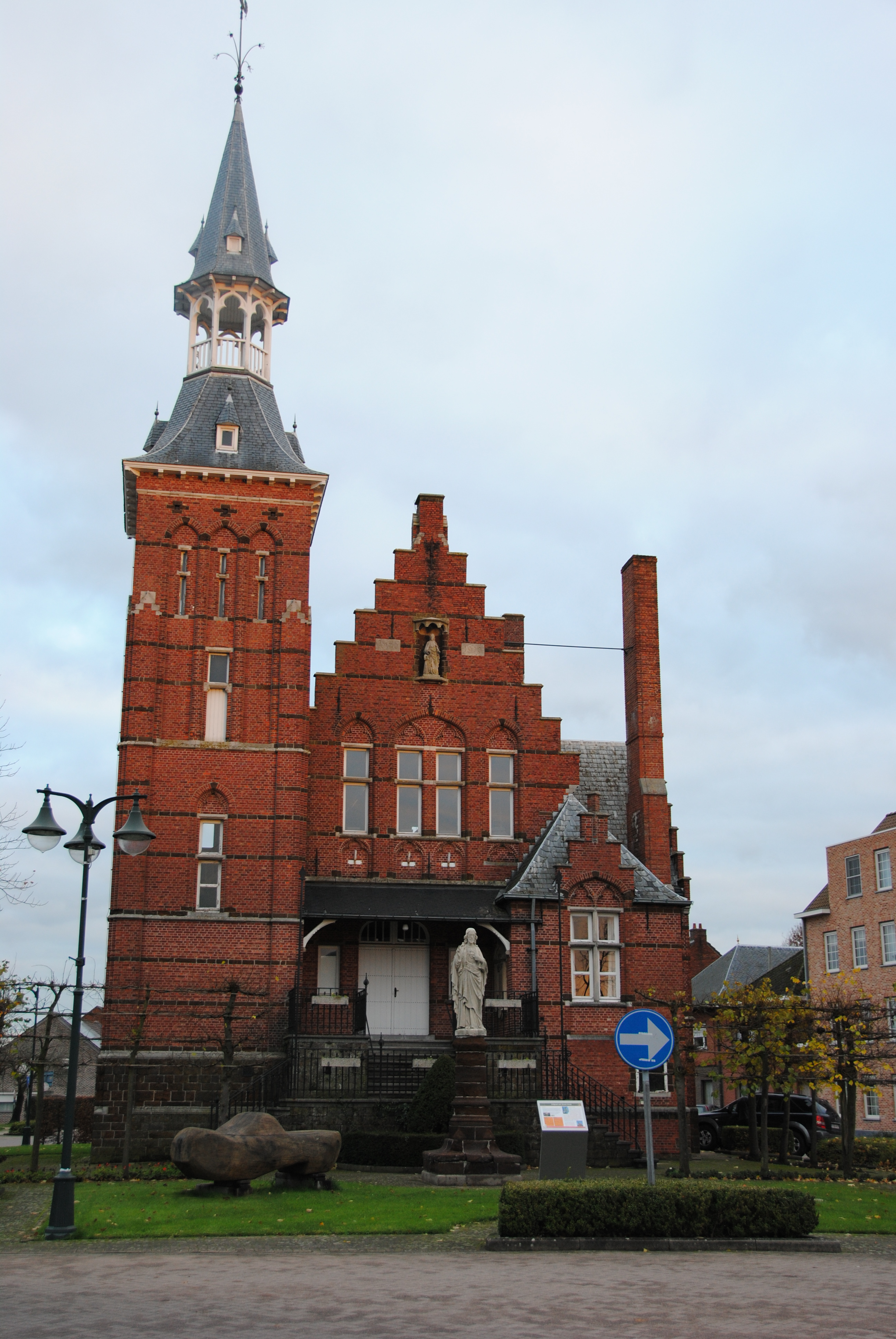
Ayuntamiento de Vorst.

## Demografía

### Evolución
Todos los datos históricos relativos al actual municipio, el siguiente gráfico refleja su evolución demográfica, incluyendo municipios después de efectuada la fusión el 1 de enero de 1977.
| Gráfica de evolución demográfica de Laakdal entre 1846 y 2020 |
|                                                               |

## Localidades del municipio
La municipalidad comprende cuatro localidades:
- Eindhout
- Veerle
- Vorst
- Vorst-Meerlaar -también llamada Klein-Vorst-

## Ciudades hermanadas
- Tönisvorst, en Alemania.